# Blas Cristaldo
Blas Cristaldo (Concepción, 9 dicembre 1964) è un ex calciatore paraguaiano, di ruolo difensore.